# Nucleo speciale di polizia giudiziaria
Il Nucleo Speciale di Polizia Giudiziaria (meglio conosciuto come Nucleo Speciale Antiterrorismo) è stato un Reparto di Polizia Giudiziaria dell'Arma dei Carabinieri costituito presso la Legione Carabinieri di Torino il 22 maggio del 1974 dal Generale Carlo Alberto dalla Chiesa il cui unico scopo era la lotta al terrorismo.
Sono stati componenti del Reparto tra gli altri i Generali Gianpaolo Sechi, Gustavo Pignero ed il Maresciallo Felice Maritano, caduto per uno scontro a fuoco il 15 ottobre del 1974.

## Storia

### La richiesta di Dalla Chiesa e la costituzione
Per contrastare il terrorismo in Italia il Generale di Brigata Carlo Alberto dalla Chiesa sottopose al Comando Generale dell'Arma dei Carabinieri la richiesta di creare una ristretta unità di uomini concentrata presso la Legione Carabinieri di Torino per meglio combattere il fenomeno. I Vertici dell'Arma si dissero contrari a tale Nucleo perché temevano personalismi da parte del Generale e non vedevano di buon occhio Nuclei Speciali fuori dal loro controllo. Inoltre il Generale Dalla Chiesa era accusato dai suoi Superiori di essere un protagonista e "poco militare". L'Unità  trovò invece l'appoggio del Ministro dell'interno Paolo Emilio Taviani che impose con una lettera la costituzione del Reparto al Comando Generale dell'Arma dei Carabinieri. Si espresse contrario anche il Generale di Divisione  Giambattista Palumbo, Comandante della Divisione "Pastrengo" di Milano, diretto Superiore del Generale Dalla Chiesa, con una lettera dai contenuti molto forti indirizzata al Comando Generale.

### Le attività principali
Nonostante l'avversione dei vertici dell'Arma l'unità venne fondata il 22 maggio del 1974, composta da militari di maturata esperienza. Per la lotta al terrorismo il generale Dalla Chiesa utilizzò tecniche di guerriglia apprese tra i partigiani. Nuovo metodo di indagine del nucleo, che suscitò diverse critiche, fu l'utilizzo dei pentiti e degli agenti infiltrati ai quali era impedito commettere delitti contro la persona ma era consentito, per esempio, compiere attentati incendiari contro autovetture.
Nel settembre del 1974 il Nucleo riuscì a catturare a Pinerolo Renato Curcio e Alberto Franceschini, esponenti di spicco e fondatori delle Brigate Rosse, grazie anche alla determinante collaborazione di Silvano Girotto, detto "frate mitra".

### Lo scioglimento
A seguito delle critiche suscitate nella metodologia dell'operato portarono alla cancellazione dell'unità, disposta con provvedimento urgente del Comandante Generale dell'Arma Enrico Mino in data 11 luglio del 1975. L'accusa mossa conseguentemente all'azione fu l'eccessiva celerità con cui si mosse il generale che portò alla mancata cattura di altri esponenti delle Brigate Rosse, giustificata dallo stesso generale Dalla Chiesa con il timore che potesse essere chiesto all'infiltrato Silvano Girotto di compiere delitti contro la persona e quindi di venir scoperto dopo il suo rifiuto.
I carabinieri del disciolto reparto furono trasferiti alle dirette dipendenze delle divisioni di Milano, Roma e Napoli che istituirono al loro interno delle sezioni speciali di polizia giudiziaria con il compito di coordinare le sottosezioni speciali anticrimine dislocate nelle città di Genova, Torino, Padova, Bologna, Bari, Firenze, Catania e Catanzaro.

### Le sezioni speciali anticrimine
Nel 1977 sia le Sezioni sia le Sottosezioni furono rinominate in Sezioni Speciali Anticrimine e inquadrate nei Nuclei Investigativi (ora denominati Reparti Operativi) quindi poste alle dipendenze dei Comandi di Gruppo (oggi Comandi Provinciali). L'opera di questi Reparti non fu efficace quanto quella del Nucleo Speciale di Polizia Giudiziaria comandato dal Generale Dalla Chiesa poiché le informazioni raccolte dalle Sezioni, prima di giungere ai Vertici dell'Arma, dovevano percorrere tutta la struttura gerarchica propria dell'Organizzazione Territoriale con la conseguenza che le stesse arrivavano a destinazione frammentate, soppesate e in ritardo.

### Il nuovo nucleo
Con un decreto interministeriale il Presidente del Consiglio Andreotti, di concerto con il Ministro dell'Interno Rognoni e il Ministro della difesa Ruffini il 9 agosto del 1978 nominarono Dalla Chiesa, all'epoca generale di divisione, Coordinatore delle Forze di Polizia e degli Agenti informativi per la lotta contro il terrorismo a decorrere dal 10 settembre 1978, inizialmente fino al 9 settembre 1979, su tutto il territorio nazionale. Dalla Chiesa istituì così un nuovo Nucleo speciale investigativo, con tre sezioni a Milano, Roma e Napoli.
(Generale Carlo Alberto dalla Chiesa)
Il decreto disponeva che il generale Dalla Chiesa riferisse direttamente al Ministero dell'Interno dell'attività svolta dal Reparto, inoltre, la Polizia di Stato, la Guardia di Finanza e i Comandi Territoriali dell'Arma dovevano assicurare ogni necessaria collaborazione al Nucleo. In un discorso tenuto dal Generale Dalla Chiesa agli uomini dell'unità:
Nel settembre del 1979, allo scadere del mandato che conferiva poteri speciali al Generale, lo stesso venne rinnovato. Il reparto, lavorando a stretto contatto con i magistrati, riuscì nella cattura di Patrizio Peci nel febbraio 1980. Dalla Chiesa ne restò al vertice fino al dicembre 1979, quando passò alla guida della divisione CC Pastrengo di Milano, che coordinava tutte le Legioni CC del Nord Italia e quindi anche il reparto, a Milano guidato dal maggiore Nicolò Bozzo. La sezione di Roma, guidata dal maggiore Domenico Di Petrillo, operativa fino al 1989, sgominò la colonna romana delle BR con diversi arresti tra cui quello di Barbara Balzerani nel 1985.
Dopo l'ondata del terrorismo, alla fine degli anni ottanta le sezioni anticrimine vennero impiegate per investigare sulla criminalità organizzata, fino a quando furono assobite nel 1990 dal neocostituito Raggruppamento Operativo Speciale dell'Arma.